# رز نیتیدا
رز نسترنی یا رز نیتیدا (نام علمی: 'Rosa nitida') یکی از گونه‌های رز که گل آن شبیه نسترن است. درختچه‌ای با گل‌های ساده و محدود به رنگ صورتی است. گیاهی کند رشد با ساقه‌های لاغر است که از خارهای کوچک شبیه مو پوشیده شده و دارای برگ‌های نیمه‌سبز و کوچک و اغلب سرخسی است که بر روی ساقه‌های راست و قهوه‌ای متمایل به قرمز قرار گرفته‌اند و در پاییز به رنگ قرمز زرشکی در می‌آیند. گل‌های کم پر یا ساده و کوچک و به رنگ صورتی سیر رز نیتیدا در پاییز به میوه‌های کوچک به رنگ قرمز مبدل می‌شوند این رز درختچه‌ای به وسیله ریشه‌های ریزوم مانند خود پخش و گسترده شده و می‌تواند به صورت بسیار مهاجم یا متجاوز رشد و گسترش یابد. این رز می‌تواند یک نبات‌پوش خوبی ایجاد کند. تکثیر و ازدیاد رز نیتیدا با قلمه‌های چوب نرم در تابستان یا تقسیم بوته در اواخر زمستان انجام می‌شود.